# Moeder Overste (bier)
Moeder Overste is een Belgisch bier van hoge gisting.
Het bier wordt sinds 1985 gebrouwen in Brouwerij Lefebvre te Quenast.
De naam verwijst naar kloosterzusters (deze staat ook op het etiket), maar ook naar een bazige schoonmoeder.
Het is een amberkleurige tripel met een alcoholpercentage van 8%.